# 王炳章 (光緒進士)
王炳章（？—？），四川省成都府漢州人，清朝政治人物。同進士出身。
光緒二年（1876年），參加丙子恩科會試，得貢士。殿試登進士3甲第51名。同年五月（6月3日），著分六部學習。